# Larsen Bank
Koordinaten: 66° 16′ S, 110° 32′ O
Die Larsen Bank (englisch) ist eine Untiefe vor der Budd-Küste des ostantarktischen Wilkeslands. In der Gruppe der Windmill-Inseln liegt sie 800 m nördlich von Kilby Island im nördlichen Teil der Newcomb Bay in einer Tiefe von rund 16 Metern unter dem Meeresspiegel.
Die Besatzung des Eisbrechers USS Glacier entdeckte sie im Februar 1957. Das Antarctic Names Committee of Australia benannte sie nach Ludvig Larsen, Zweiter Maat auf dem Forschungsschiff Thala Dan bei der 1962 durchgeführten Vermessung der Newcomb Bay im Rahmen der Australian National Antarctic Research Expeditions.